# Agencia de Protección de Datos de la Comunidad de Madrid
La Agencia de Protección de Datos de la Comunidad de Madrid (acrónimo: APDCM) fue un ente de derecho público autonómico creado por la Ley 13/1995, de 21 de abril, de regulación del uso de la informática en el tratamiento de datos personales por la Comunidad de Madrid para ejercer las competencias derivadas de la Ley Orgánica 5/1992, de 29 de octubre, de regulación del tratamiento automatizado de los datos de carácter personal.
Con motivo de la aprobación de la Ley Orgánica 15/1999, de 13 de diciembre, de Protección de Datos de Carácter Personal, que deroga la normativa anterior de 1992, y amplía el ámbito de actuación de las autoridades de control autonómicas al extender su actuación sobre los ficheros de datos de carácter personal creados o gestionados por la Administración Local del ámbito territorial de la Comunidad Autónoma de que se trate, la Comunidad de Madrid amplió las competencias de la agencia por medio de la Ley 8/2001, de 13 de julio, de Protección de Datos de Carácter Personal en la Comunidad de Madrid.
Dicho ente fue suprimido con efectos desde el 1 de enero de 2013 por virtud de la Ley 8/2012, de 28 de diciembre, de Medidas Fiscales y Administrativas de la Comunidad de Madrid; revirtiendo todas sus competencias a la Agencia Española de Protección de Datos.
Junto con la Autoridad Catalana de Protección de Datos y la Agencia Vasca de Protección de Datos, que todavía existen, la APDCM fue uno de los 3 únicos entes autonómicos de protección de datos.